# 勝目町
勝目町（かつめちょう）は、鹿児島県薩摩川内市の町。旧薩摩郡川内町勝目町、川内市勝目町。郵便番号は895-0031。人口は1,971人、世帯数は800世帯（2020年10月1日現在）。

## 地理
薩摩川内市の中部、川内地域（旧川内市）の南部に位置している、字域の北西には川内川支流隈之城川を隔てて隈之城町、百次川を隔てて北東には宮崎町、東方には百次町、西方には勝目川を隔てて山之口町、旧国道3号（国道3号の現道は隈之城バイパスであるため現在は薩摩川内市道）付近で矢倉町、南方には川永野町にそれぞれ接している。
南部は冠岳に続く台地が広がっており、畑地として利用されている。また北部の平野部には住宅と水田が広がっており、これらは古代の条里制地割によって開拓され、現在の九州農政局鹿児島農政事務所付近にはそれらの遺構が残っていたとされているが、住宅建設などにより現存していない。

### 字名の由来
勝目町という字名は川内町大字東手の小字「勝目迫」に由来している。

## 歴史
1940年（昭和15年）2月10日に鹿児島県公報に掲載され、同日に施行された「 薩摩郡川内町、町名改稱竝區域變更」（鹿児島県告示）により「大字東手ヲ廢止シ其ノ區域中（中略）字上川原田、下川原田、樋成、上久保田、七ツ、東春北、樋脇、滑田、水之手、上水之手、正平、柳田、坪塚、橋之口、畠田、八ツ、東舞鶴、竈牟田、下尾原、野首、栫、脇田、上大久保、赤岩、勝目迫、集、白木原、山口田、岩山、西陣、東陣、拂川ノ區域ヲ勝目町（カチメチヨウ）ト」することが鹿児島県知事によって許可され、薩摩郡川内町大字東手のうち字上川原田、下川原田、樋成、上久保田、七ツ、東春北、樋脇、滑田、水之手、上水之手、正平、柳田、坪塚、橋之口、畠田、八ツ、東舞鶴、竈牟田、下尾原、野首、栫、脇田、上大久保、赤岩、勝目迫、集、白木原、山口田、岩山、西陣、東陣、拂川の区域を以て川内町の町「勝目町」が設置された。翌日の2月11日には薩摩郡川内町が単独で市制施行し川内市となった。
2004年（平成16年）10月12日に川内市、東郷町、入来町、祁答院町、樋脇町、下甑村、上甑村、鹿島村、里村が新設合併し薩摩川内市が設置された。この市町村合併に伴い設置された法定合併協議会において川内市の町・字については「現行通りとする。」と協定されたため、名称の変更は行われずに薩摩川内市の町となった。

### 字域の変遷
| 変更後         | 変更年             | 変更前           |
| -------------- | ------------------ | ---------------- |
| 勝目町（新設） | 1940年（昭和15年） | 大字東手（一部） |

## 人口
以下の表は国勢調査による小地域集計が開始された1995年以降の人口の推移である。
| 年                 | 人口  |
| ------------------ | ----- |
| 1995年（平成7年）  | 2,155 |
| 2000年（平成12年） | 2,310 |
| 2005年（平成17年） | 2,305 |
| 2010年（平成22年） | 2,103 |
| 2015年（平成27年） | 2,146 |
| 2020年（令和2年）  | 1,971 |

## 施設

### 公共
- 九州農政局鹿児島農政事務所薩摩川内支所

### 教育
- 勝目保育園

### 寺社
- 熊野神社
- 豊受神社

## 小・中学校の学区
市立小・中学校に通う場合、学区（校区）は以下の通りとなる。
| 大字   | 番地 | 小学校                   | 中学校                   |
| ------ | ---- | ------------------------ | ------------------------ |
| 勝目町 | 全域 | 薩摩川内市立隈之城小学校 | 薩摩川内市立川内南中学校 |

## 交通

### 鉄道
字域内には鉄道は通っていない。北部であれば隈之城駅、南部であれば木場茶屋駅が最寄駅となる。

## 出身人物
- 堀之内庄右衛門（政治家、実業家、貴族院多額納税者議員）[17]
- 岩月直彦（政治家、実業家、貴族院多額納税者議員）[18]